# 월산초등학교 (밀양시)
월산초등학교는 대한민국 경상남도 밀양시 부북면 창밀로 3097-16 (가산리)에 있었던 초등학교이다.

## 연혁
- 1945년 6월 1일 월산공립국민학교 설립인가
- 1946년 11월 14일 (구) 화양국민학교와 분리
- 1966년 10월 14일 도서관 개관
- 1984년 6월 20일 병설유치원 개원
- 1996년 3월 1일 월산초등학교로 개칭
- 1999년 9월 1일 부북초등학교로 통폐합